# 八幡神社 (草加市青柳)
八幡神社（はちまんじんしゃ）は、埼玉県草加市の神社。

## 歴史
創建年代は不明である。江戸時代には武蔵国埼玉郡青柳村（現・埼玉県草加市青柳）志茂組・山谷組の鎮守となっていた。
現在の祭神は誉田別尊であるが、江戸時代までは妙見菩薩も祀られており、「妙見社」として知られていた。
明治初期の神仏分離により、神仏習合色が強い妙見菩薩は排除され、八幡神のみを祀る「八幡神社」として再出発し、近代社格制度に基づく「村社」に列せられた。

## 交通アクセス
- 路線バス青柳消防署停留所より徒歩1分。